# Ken Coates
Ken Coates (* 16. September 1930 in Leek, Staffordshire; † 27. Juni 2010) war ein britischer Politiker und Schriftsteller. Er war bis zu seinem Tode Vorsitzender der Bertrand Russell Peace Foundation und Redakteur von The Spokesman, des erstmals im März 1970 erschienenen Magazines der Stiftung. Coates saß von 1989 bis 1999 im Europäischen Parlament.

## Leben
Als früheres Mitglied der Young Communist League arbeitete er als Kohlebergarbeiter in Nottinghamshire. Er trat der Communist Party of Great Britain bei.   Nach der sowjetischen Invasion in Ungarn 1956 standen Coates und Pat Jordan im Mittelpunkt einer Gruppe von Marxisten, die sich dem Trotzkismus zuwandten. Nach seiner Teilnahme am fünften Weltkongress der Vierten Internationale 1958, spielte Coates eine zentrale Rolle bei der Gründung der International Group, dem Vorläufer der International Marxist Group.
Coates hatte ebenso im Institute for Workers’ Control, in der Vietnam Solidarity Campaign, European Nuclear Disarmament, the Bertrand Russell Peace Foundation (BRPF) und im Independent Labour Network Führungsrollen inne. Von 1989 bis 1999 saß er für die Labour Party als Mitglied im Europäischen Parlament, wo er auch fünf Jahre als Präsident des Human Rights Subcommittee tätig war. Anfang 1998 wurde er auf Grund seiner Kritik an der Politik von Tony Blair gemeinsam mit seinem Parteifreund Hugh Kerr aus der sozialdemokratischen Fraktion im EP wie auch aus der Labour Party ausgeschlossen. Coates schloss sich daraufhin der Konföderalen Fraktion der Vereinigten Europäischen Linken an. Coates war Professor für Erwachsenenbildung an der University of Nottingham. Vor der Wahl des schottischen Parlamentes 2007 gab Coates seine Unterstützung für die Scottish National Party bekannt.
Coates ist der Autor von Essays on Socialist Humanism, einem Buch zu Ehren Bertrand Russells. Er hat darüber hinaus eine Vielzahl an Büchern zu den Themen Armut, politische Philosophie, demokratischer und humaner Sozialismus, Frieden, Abrüstung, Menschenrechte sowie zu sozialen und ökonomischen Themen geschrieben oder ediert. Sein Buch The Case of Nikolai Bukharin (Nottingham: Spokesman, 1978) wird von manchen als internationale Basis der Rehabilitation dieses sowjetischen Politikers betrachtet.

## Werke
- A Future for British Socialism?, The Centre for Socialist Education 96pp
- Beyond the Bulldozer, ISBN 0-902031-43-0, Spokesman Books 1980
- Confessions of a terrorist, ISBN 0-85124-678-8, Spokesman Books 2003
- Empire no more, ISBN 0-85124-694-X
- Essays on Industrial Democracy, Spokesman Books
- From Tom Paine To Guantanamo, ISBN 0-85124-702-4
- Poverty: The Forgotten Englishmen, Harmondsworth. Penguin. ISBN 0-14-052280-8
- The New Unionism: the case for worker's control, Penguin Books, 1974.  ISBN 0-14-021811-4
- Trade Union Register, Merlin Press 1969
- Trade unions and politics, ISBN 0-631-13753-X, Basil Blackwell, Oxford
- Trade Unions in Britain, ISBN 0-00-686121-0, Fontana Press May 12, 1988
- Workers' Control: A Book of Readings and Witnesses for Workers' Control
- Workers' Control: Another World Is Possible, ISBN 0-85124-682-6, Spokesman